# My Songs
Pour les articles homonymes, voir My Song (homonymie).
Albums de Sting
44/876
(2018) Duets
(2021)
My Songs est le quatorzième album studio du chanteur britannique Sting sorti le 24 mai 2019.
Sting y revisite plusieurs des chansons de son répertoire solo ou de celui du groupe The Police. Les titres sélectionnés ont été simplement réarrangés ou entièrement réenregistrés afin d'offrir un son plus contemporain. 
Dans le livret de l’album, Sting livre des anecdotes et des explications contextuelles pour chaque chanson.
L'édition Deluxe propose un deuxième CD avec quatre titres bonus en version live. L'édition française comprend en outre une version étendue de la chanson Desert Rose.
La version My songs Special Edition comprenant en outre un CD en public sort le 8 novembre 2019. Ce deuxième CD live comporte 11 titres issus de la tournée 2019 My songs tour et 5 titres enregistrés en 2017 à l'Olympia de Paris.
C'est la deuxième fois, après Symphonicities en 2010, que Sting sort un album entier avec de nouvelles versions en studio de ses chansons. Pour les chansons If you love somebody Set Them Free et Englishman in New York, Sting a du reprendre des extraits de la performance des claviers de Kenny Kirkland et en faire des samplings, en raison du décès du claviériste le 12 Novembre 1998, victime d'une insuffisance cardiaque alors qu'il venait à peine de célébrer ses 43 ans. Sinon tous les autres musiciens présents sur son premier album solo, The Dream of the Blue Turtles, à savoir le bassiste Darryl Jones, le saxophoniste et clarinettiste Branford Marsalis et le batteur Omar Hakim, ainsi que les deux choristes Janice Pendarvis et Dolette McDonald, sont aussi sur cet album. 

## Liste des titres
Toutes les chansons sont écrites et composées par Sting sauf mentions.
| No  | Titre                              | Auteur                   | Durée |
| --- | ---------------------------------- | ------------------------ | ----- |
| 1.  | Brand New Day                      |                          | 3:56  |
| 2.  | Desert Rose                        | - Sting - Cheb Mami      | 3:56  |
| 3.  | If You Love Somebody Set Them Free |                          | 4:35  |
| 4.  | Every Breath You Take              |                          | 4:16  |
| 5.  | Demolition Man                     |                          | 4:17  |
| 6.  | Can't Stand Losing You             |                          | 2:49  |
| 7.  | Fields of Gold                     |                          | 3:46  |
| 8.  | So Lonely                          |                          | 4:08  |
| 9.  | Shape of My Heart                  | - Sting - Dominic Miller | 4:43  |
| 10. | Message in a Bottle                |                          | 4:46  |
| 11. | Fragile                            |                          | 3:52  |
| 12. | Walking on the Moon                |                          | 4:16  |
| 13. | Englishman in New York             |                          | 4:28  |
| 14. | If I Ever Lose My Faith in You     |                          | 4:09  |
| 15. | Roxanne (live)                     |                          | 2:57  |

| 1. | Synchronicity II (live)              | 4:59 |
| 2. | Next to You (live)                   | 4:18 |
| 3. | Spirits in the Material World (live) | 3:57 |
| 4. | Fragile (live)                       | 4:00 |

| 5. | Desert Rose (Extended version) | - Sting - Cheb Mami | 4:00 |

| 5. | I Can't Stop Thinking About You (live) |  |

| 1.  | Introduction/Message in a bottle (recorded live on the 2019 My Songs Tour)   |  |
| 2.  | Englishman in New York (recorded live on the 2019 My Songs Tour)             |  |
| 3.  | Brand New Day (recorded live on the 2019 My Songs Tour)                      |  |
| 4.  | Wrapped around your Finger (recorded live on the 2019 My Songs Tour)         |  |
| 5.  | Seven Days (recorded live on the 2019 My Songs Tour)                         |  |
| 6.  | King of Pain (recorded live on the 2019 My Songs Tour)                       |  |
| 7.  | So Lonely (recorded live on the 2019 My Songs Tour)                          |  |
| 8.  | Desert Rose (recorded live on the 2019 My Songs Tour)                        |  |
| 9.  | Every Breath You Take (recorded live on the 2019 My Songs Tour)              |  |
| 10. | Russians (recorded live on the 2019 My Songs Tour)                           |  |
| 11. | Fragile (recorded live on the 2019 My Songs Tour)                            |  |
| 12. | Roxanne (recorded live from the Olympia Paris, 2017)                         |  |
| 13. | Synchronicity II (recorded live from the Olympia Paris, 2017)                |  |
| 14. | Next to You (recorded live from the Olympia Paris, 2017)                     |  |
| 15. | Spirits in the Material World (recorded live from the Olympia Paris, 2017)   |  |
| 16. | I Can't Stop Thinking about You (recorded live from the Olympia Paris, 2017) |  |

## Musiciens
Selon le livret inclut avec l'album
- Sting - chant, chœurs, basse (1, 2, 4-15), guitare synthétiseur (1, 2), guitare électrique (3), guitare acoustique (11), harmonica (14), saxophone (14)
- Dominic Miller - guitares (1, 2, 4-7, 9, 10, 12, 14, 15), chœurs (15)
- Rufus Miller - guitares (4, 6, 9, 10, 12, 15), chœurs (15)
- Jerry Fuentes - guitare (7, 8), basse (8), percussions (15), chœurs (7, 15)
- BJ Cole - guitare pedal steel (1, 2)
- Paul Franklin - pedal steel (14)
- Darryl Jones - basse sur (3)
- Kipper - claviers (1, 2), programmation de la batterie (1, 2)
- Jason Rebello - piano acoustique (1, 2), clavinet (1, 2)
- Dave Hartley, - orgue Hammond (1, 2)
- Don Blackman - orgue Hammond (1, 2)
- Danny Quatrochi - Synclavier (3), chœurs (3)
- Kenny Kirkland - claviers (3, 11, 13)
- Martin Kierszenbaum - piano acoustique (4), claviers (4), orgue (5, 6, 8, 10)
- David Sancious - claviers (7, 14)
- Kevon "Webbo" Webster - claviers (9)
- Chris Botti - trompette (1 , 2)
- Guy Barker - trompette (14)
- John Barclay - trompette (14)
- Mark Nightingale, Richard Edwards - trombone (14)
- Dave Heath - flûte (14)
- Branford Marsalis - clarinette (1, 2), saxophone (3, 11, 13), percussions (3)
- Kathryn Tickell - cornemuse, fiddle (1, 2, 14)
- Farhat Bouallagui - arrangements des cordes, direction de l'orchestre (2)
- Moulay Ahmed – violon (2)
- Kouider Berkan – violon (2)
- Salem Bnoumi – violon (2)
- Sameh Catalanm – violon (2)
- Simon Fischer – violon (14)
- Kathryn Greeley – violon (14)
- Danny Dunlap – cordes (14)
- Sian Bell – violoncelle (14)
- James Boyd – alto (14)
- Janice Pendarvis - chœurs (1-3, 11, 13)
- Ken Williams - chœurs (1, 2)
- Dennis Collins - chœurs (1, 2)
- Joe Mendez - chœurs (1, 2)
- Althea Rodgers - chœurs (1, 2)
- Marlon Saunders - chœurs (1, 2)
- Vaneese Thomas - chœurs (1, 2)
- Darryl Tookes - chœurs (1, 2)
- Cheb Mami - chant, chœurs (2)
- Dolette McDonald - chœurs (3, 11, 13)
- Jane Alexander - chœurs (3)
- Stephanie Crewdson - chœurs (3)
- Elliot Jones - chœurs (3)
- Vic Garbarini - chœurs (3)
- Rosemary Purt - chœurs (3)
- Pete Smith - chœurs (3)
- The Nannies Chorus - chœurs (3)
- Kate Sumner - chœurs (3)
- Mickey Sumner - chœurs (3)
- Joe Sumner - chœurs (3, 15)
- Melissa Musique - chœurs (9)
- Gene Noble - chœurs (9)
- The Last Bandoleros [Jerry Fuentes, Derek James, Diego Navaira y Emilo Navaira] - chœurs (10)
- Renée Geyer - chœurs (11, 13)
- Vesta Williams - chœurs (11, 13)
- David Foxxe - narration (14)
- Diego Navaira - chœurs (15)
- Stevie Wonder - harmonica (1)
- Larry Adler - harmonica chromatique (14)
- Ettamri Mustapha - darbuka (2)
- Tony Lake - percussions (9)
- Manu Katché - batterie (1, 2, 11, 13)
- Omar Hakim - batterie (3)
- Josh Freese - batterie (4, 6, 8, 10, 12)
- Andy Newmark - batterie additionnelle (11, 13)
- Mino Cinelu - percussions (1, 2, 11, 13), vocoder (13)

## Classements hebdomadaires
| Classement (2019)                  | Meilleure position |
| ---------------------------------- | ------------------ |
| Allemagne (Media Control AG)       | 4                  |
| Autriche (Ö3 Austria Top 40)       | 7                  |
| Belgique (Flandre Ultratop)        | 20                 |
| Belgique (Wallonie Ultratop)       | 7                  |
| Canada (Canadian Albums Chart)     | 89                 |
| Écosse (OCC)                       | 15                 |
| Espagne (Promusicae)               | 17                 |
| États-Unis (Billboard 200)         | 145                |
| France (SNEP)                      | 2                  |
| France (SNEP Ventes hors steaming) | 1                  |
| Italie (FIMI)                      | 14                 |
| Pays-Bas (Mega Album Top 100)      | 39                 |
| Portugal (AFP)                     | 4                  |
| Royaume-Uni (UK Albums Chart)      | 27                 |
| Suisse (Schweizer Hitparade)       | 5                  |

## Certifications
| Pays           | Certification | Unités certifiées |
| -------------- | ------------- | ----------------- |
| France (SNEP)  | Platine       | 100 000           |
| Pologne (ZPAV) | Platine       | 20 000            |